# Abel Gustavo Maciel

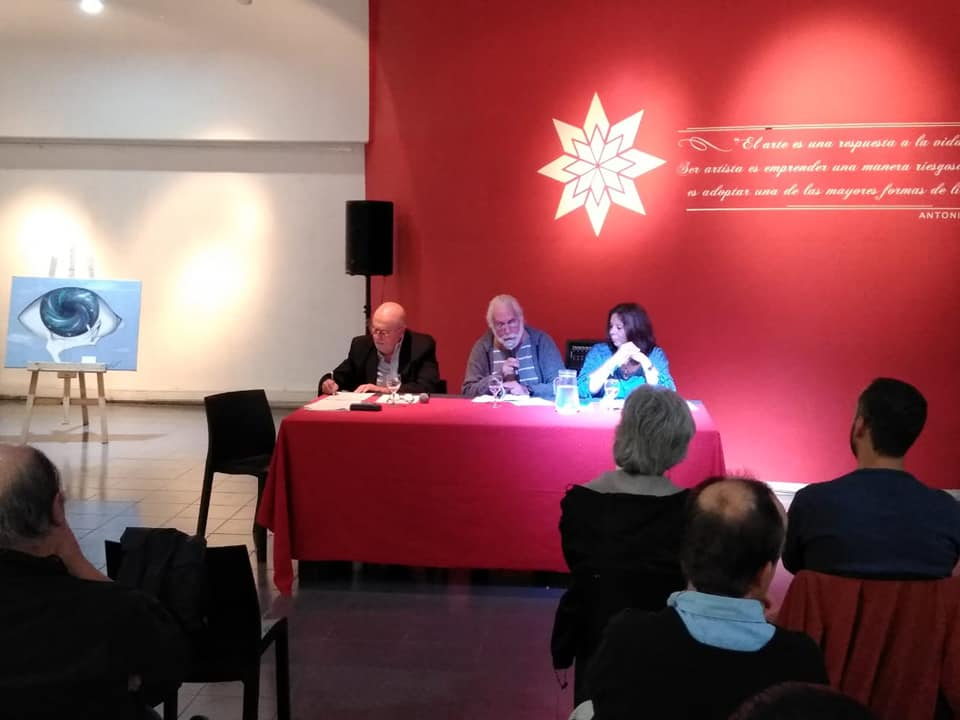
Encuentro Presentación "Palabras en el Muro" (libro) en el Centro Cultural Federal de Pilar. 2019 - Abel Maciel junto a colegas y presentadores Adriana Valor y Carlos Fernandez.

Abel Gustavo Maciel (Martínez, Buenos Aires, 18 de marzo de 1955) es un escritor, poeta, músico y profesor universitario argentino.

## Reseña biográfica
Nació en 1955 en la localidad de San Isidro. Estudió en la Universidad Tecnológica Nacional (UTN) la carrera de ingeniería y luego Psicología Social. Desarrolló sus actividades en las áreas de la docencia, la música y la literatura.
Profesor en niveles educativos secundarios y universitarios, ocupa desde hace 26 años las cátedras de análisis matemático I y II, estadística, teleinformática, química, arquitectura de redes, en las carreras de Ingeniería y Agronomía en la Universidad del Salvador.
Además desarrolló una intensa actividad musical y cultural durante las décadas de los años 70s, 80s y 90s, con su banda de blues y rock sinfónico Menhires, grabando dos álbumes de estudio.
Desde 1988 vive con su familia en la localidad de Pilar.

## (Obras) como escritor
- 1995. En algún lugar (poesía, relato)
- 1997. El último atardecer (relato)
- 2010. Al final del arcoíris (novela)[4]
- 2012. El paraíso perdido (novela)[1]
- 2015. La nada (novela)[3]
- 2015. Gaviotas a lo lejos (novela)
- 2016. Bitácora de vuelo (relato)
- 2016. Paisajes de tierras lejanas (poesía)
- 2016. Cumbres borrascosas y atardeceres (poesía, ensayo)[5]
- 2016. El día que nunca termina (teatro)
- 2016. Palabras en el muro (relato, ensayo)
- 2018. Orquídeas (poesía)[6]
- 2018. Aurora (novela)
- 2018. Luces y sombras (poesía, relato)[7]
- 2019. Nadie conoce a Jacinto Ruíz (teatro)
- 2020. Cuando un corazón espera (poesía, relato)
- 2020. El último tren (novela)[8]
- 2021. La espera (relato)
- 2021. En el panóptico (ensayo)[2]

## Obras como músico

#### Banda: Menhires

###### Voz líder - guitarra
2000: Paisaje Oculto - álbum: 12 canciones
2001: El Regreso - álbum: 11 canciones